# Dơi mũi nhỏ
Dơi mũi nhỏ  (danh pháp khoa học: Hipposideros turpis) là một loài dơi trong họ Dơi nếp mũi. Nó được tìm thấy ở Nhật Bản, Thái Lan và Việt Nam. Môi trường sinh sống tự nhiên của nó là ở các khu rừng ôn đới. Nó bị đe dọa mất môi trường sống.